# Omolabus veracruensis
Omolabus veracruensis is een keversoort uit de familie bladrolkevers (Attelabidae). De wetenschappelijke naam van de soort werd in 2005 gepubliceerd door Hamilton.